# مستكان (صوماي شمالي)
مستكان هي قرية في مقاطعة أرومية، إيران. عدد سكان هذه القرية هو 575 في سنة 2006.